# Estoril Open 2008
Die Estoril Open 2008 waren der Name eines Tennisturniers der WTA Tour 2008 für Damen sowie eines Tennisturniers der ATP Tour 2008 für Herren, welche zeitgleich vom 14. bis 20. April in Oeiras stattfanden.

## Herrenturnier
→ Qualifikation: Estoril Open 2008/Herren/Qualifikation

## Damenturnier
→ Qualifikation: Estoril Open 2008/Damen/Qualifikation